# Храм Александра Невского (Макарово)
Церковь Александра Невского — православный храм около деревни Макарово, в ближайшем пригороде Рыбинска, памятник истории и культуры местного значения.

## Расположение
Храм и небольшое кладбище расположены вблизи от автомобильной дороги, связывающей основную часть Рыбинска с его микрорайоном Переборы. При строительстве храма это был тракт, связывающий Рыбинск с ныне затопленным городом Молога. Храм расположен на возвышении, на левом берегу Фоминского ручья, в тесном окружении пригородных деревень. На противоположном берегу ручья расположено Макарово, а на том же берегу, чуть ниже Ильино. Фоминский ручей, являющийся центром округи, назван по деревне Фоминское, которая стояла на левом берегу в устье ручья, примерно в 2 км ниже храма. Сейчас на месте деревни — завод гидромеханизации.

## История и современное состояние
Строительство храма было начато по завещанию Александра Петровича Кожевникова (10.08.1845 — 03.05.1909), выходца из семьи крестьян, уроженца деревни Фоминской, который разбогател и владел кожевенной фабрикой в деревне Фоминской. Он был гласным городской думы и уездного земского собрания, неоднократно исполнял обязанности председателя Рыбинской уездной земской управы. в 1907 году выбран депутатом III государственной думы. Строительством распоряжался его наследник Н. С. Кожевников, который начал строительные работы 15 сентября 1913 года. Церковь строилась неспешно. К 1918 году церковь была ещё не достроена, а Н. С. Кожевников уже скрывался от ВЧК. Сход окрестных крестьян в конце 1918 года создал общину, которая в 1919 году завершила строительство храма, а советские власти передали им часть конфискованной в городе церковной утвари из домовых церквей и колокол из тюремной церкви.
Церковь действовала до 1930 года. В 1942 году церковь была временно открыта, но в 1943 году снова закрылась в связи с призывом священника в армию. Оставшееся без надзора церковное здание значительно пострадало. В 1997 году церковный приход восстановлен и церковь является действующей.

## Архитектура
Небольшая по объёму, но весьма гармоничная и хорошо вписывающаяся в пейзаж церковь построена в традиционном русском стиле с элементами классицизма. Небольшой одноглавый четверик храма дополнен небольшой трапезной, над которой выстроена шатровая колокольня. Большие окна храма и трапезной завершаются полукруглыми арками вполне в формах русской классической архитектуры. Шатровая колокольня и крыльцо выполнены в русском стиле.

## Духовенство
- Настоятель храма — иерей Михаил Панченко[3]